# Jardí de Cap sa Sal
El Jardí de Cap sa Sal és una obra de Begur (Baix Empordà) inclosa a l'Inventari del Patrimoni Arquitectònic de Catalunya.

## Descripció
Jardins situats en els baixants de l'Hotel Cap Sa Sal, orientats cap al mar i a prop de la piscina. Són una proposta que supera l'estil noucentista i naturalista de Rubió i Tudurí. Es tracta d'un recorregut amb una lleu pujada i seguint la corba de nivell.
El conjunt està format per escales de fusta i camins de terra, que en moments deixen passar la vegetació. Aquesta última la componen pins, heures, romaní, dracenes, palmeres washingtònies, àloes i altres. Hi ha moments en què el terra es transforma en lloses de pedra.